# Esperantinópolis
Esperantinópolis is een gemeente in de Braziliaanse deelstaat Maranhão. De gemeente telt 18.815 inwoners (schatting 2009).